# 빌리티스의 딸들

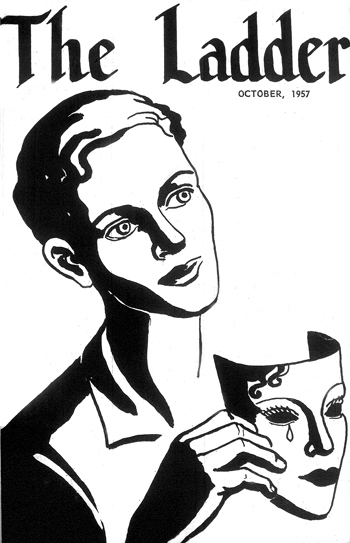

빌리티스의 딸들은, 또한 디오비 혹은 딸들이라고 불리는데, 미국에서 첫 레즈비언 시민의 그리고 정치의 권리 기구였다. 1955년에 샌프란시스코에서 만들어진 그 기구는 공습에 그리고 경찰 괴롭힘에 매어있던, 레즈비언 술집에의 사회적 대응물로 여겨졌다. 디오비가 구성원들을 얻어감에 따라, 커밍 아웃하기 두려워하는 여성들에게 도움을 주는 것으로 그들의 초점이 이동했다.
그들의 권리들에 대해, 게이 역사에 대해 그들을 디오비는 교육시켰다. 릴리언 페이더먼은 다음과 같이 선언했는데, 그것은 "마녀-사냥의 그리고 경찰 괴롭힘의 와중에 그것의 바로 그 설립이 용기있는 행동이었는데, 왜냐하면 구성원들이 항상 그들이 공격받는 것을 두려워해야했는데, 그들이 한 것 때문이 아니라, 그들의 존재 때문이다."라고 말이다. 빌리티스의 딸들은 14년 동안 견뎠는데, 레즈비언, 게이, 연구자 그리고 정신보건 전문가를 위한 교육자료가 되면서 말이다.

## 배경
2차 세계대전 후에, 미국 정부를 위해 일하는 사람들의 개인적 비밀과 반공 정서는 빠르게 관련되었다. 국회는 "전복적 집단"의 구성원들에 대한 등록을 필요로 하기 시작했다. 1950년에, 국무부는 동성애자를 안보 위협으로 선언했고(동정에의 약함 때문에), 뒤따른 것은 다음의 것을 포함하는 일련의 더 억압적 행동이었는데 동성애자인 것으로 의심되는 연방, 주 그리고 지역 정부 공무원의 해임; 미국과 캐나다 전역의 게이 술집에 대한 정치적인 동기를 가진 경찰 수사; 심지어 남성과 여성에 대한 옷 바꾸어 입기를 금지하는 법의 시행이 그것이다. 빌리티스의 딸들이 만들어진 샌프란시스코의 역사를 더 특정하게 고려하면, 애들러와 토미즈 플레이스 같은 레즈비언 술집에 대해 특정하게 경찰 급습이 있었는데, 둘다 1954년 8월 8일에 일어났다.

## 역사
1955년에, 델 마틴과 필리스 라이언은 삼 년 동안 연인으로 함께 지내왔었는데 그동안 그들이 어떤 다른 레즈비언들도 알지 못 했다고 게이 커플에게 그들이 불평했다. 그 게이 커플은 다른 레즈비언 커플에게 마틴과 리온을 소개시켜주었는데, 그들 중 한명인, 로잘리 "로즈" 뱀버거라고 불리는, 필리핀 여성이 그들이 사교 모임을 만드는 것을 제안했다.
 초기 창립 커플들은 1955년 8월 21일에 만났다. 참석자들은 다음의 사람을 포함했다: 로즈 뱀버거와 로즈메리 슬리픈, 델 마틴과 필리스 라이언, 마르시아 포스터와 그녀의 짝궁 준, 또한 노니 프레이와 그녀의 짝궁 메리. 로즈와 로즈마리, 그들은 둘다 노동자 계급이었고 솔 만드는 공장에 고용되었었는데, 그들의 집에서 모임을 주선했다. 창립 구성원들의 우선순위 중 하나는 춤출 장소를 가지는 것이었는데, 공공장소에서 동성끼리 춤추는 것이 불법이었기 때문이다. 마틴과 리온은 나중에 다음과 같이 회상했는데, "여성들은 사생활보호를 필요러 했는데... 경찰의 감시하는 눈으로부터 뿐만 아니라, 술집에서 쳐다보는 관광객들로부터 그리고 호기심많은 부모와 가족으로부터도 말이다."라고 했다.
비록 그 집단과 나아가는 정확한 법에 대해 불확실해도, 그들은 정기적으로 만나기 시작했고, 그들이 조직되어야한다고 깨달았고, 빠르게 마틴을 회장으로 선출했다. 시작부터 그들은 명확한 초점을 가졌는데 그것은 레즈비언에 대해 다른 여성을 교육시키는, 그리고 사회적으로 억압적 시기에 의해 초래된 그들의 자기혐오를 줄이는 초점이다.

### 이름짓기
그것의 두번째 모임에서 뉴파운드 클럽이라는 이름이 선택되었다. 빌리티스는 프랑스 시인 피에르 루이즈에 의해 새포의 가상적 레즈비언 동시대인에게 주어진 이름인데 그의 1894년 작품 '빌리티스의 노래'에서 그러하고, 그 작품에서 빌리티스는 새포 옆에서 레스보스라는 섬에서 살았다. 그 이름은 그것의 모호함 때문에 선택되었다. 심지어 마틴과 리온은 그것이 의미하는 것을 알지 못 했다. "딸들"은 미국 혁명의 딸들과 같은 다른 미국 사회 단체와의 연대를 촉발시키기 위해 의도되었다. 초기 디오비 구성원들은 그들이 두 가지의 모순적 접근을 해야한다고 느꼈다: 관심가진 잠재적 구성원을 모집하는 것 그리고 보안유지하는 것을 시도하기. 마틴과 리온은 나중에 글을 쓰면서, 그 이름을 정당화시켰는데, "누군가가 우리에게 물어본다면, 우리가 시 동아리에 소속되어있다고 우리는 항상 말할 수 있었어요." 그들은 또한 다른 이들과 식별할 수 있도록 착용하는 핀을 고안했고, 동아리 색을 골랐고 "경계 중인"에 대한 프랑스어인, "퀴 비베"라는 표어에 투표했다. 그 조직은 1957년에 비영리단체 정관을 등록했는데, 단체설명을 매우 모호하게 썼으며, 필리스 리온은 "그것은 고양이 기르는 동아리를 위한 정관일 수도 있었다"라고 기억했다.

### 임무
그것의 발족의 일년 이내에, 대부분의 처음의 여덟 명의 참가자들은 더 이상 집단의 일부분이 아니었지만, 그들의 숫자는 16명으로 늘었었고, 술집의 사회적 대체물이기만 보다는 더 많은 것이 되기를 그들은 원한다고 결정했다. 초기 참여자들 중에, 많은 노동자 계급의 여성들은 디오비가 시작할 때 공론화하는 것에 편치 않았다. 그들은 결국 디오비를 떠났고 나아가서 레즈비언들을 위한 두 개의 비밀 집단인, 캐트러포일과 헤일 아이카네를 결성했다. 역사학자 마르시아 갈로는 다음과 같이 쓰는데 그것은 "많은 여성들이 그들의 성적 욕구에 대해 부끄러움을 느꼈고 그것들을 인정하기 두려워했다고 그들은 인식했다. 그들은 알고 있었는데… 누군가의 권리를 지지하는데 필수적인 자신감을 기르는 도움 없이, 레즈비언에 대해 어떤 사회적 변화도 가능하지 않을 것이다."이다.
1959년에 샌프란시스코의 첫번째 지회에 이어서 뉴욕시, 로스앤젤레스, 시카고, 그리고 로드 아일랜드의 지회들이 있었다. 모임에 도착하면, 참가자들은 문에서 인사를 나누곤 했다. 선의를 보이면서, 인사하는 사람은 "저는 —예요. 당신의 진짜 성과 이름을, 심지어 당신의 진짜 이름도 당신은 저에게 알려주시지 않아도 돼요."라고 말하곤 했다.
결성 이후에 곧, 마틴과 리온이 연인으로 대면해왔던 가장 심각한 문제를 해결하는 강령을 디오비는 다음과 같이 적었는데: 여성 동성애에 대한 정보의 완전한 부재인데 역사학자 마틴 미커가 "레즈비언이 해야할 가장 기본적 여행"이라고 명명했던 것 안에서 말이다. 지역 신문에 그들의 모임을 광고하도록 그들이 허용되지 않는다고 동아리가 깨달았을 때, 리온과 마틴, 둘다 언론에 배경을 가지고 있었던 그들은, 동아리가 아는 만큼 많은 여성들에게 나눠줄 소식지를 인쇄하기 시작했다. 1956년 10월에 미국에서 처음 전국적으로 배포되는 레즈비언 발행물인 그리고 레즈비언에 대한 통계를 내는 첫번째인 '사다리'가 그것은 되었는데 그때는 1958년과 1964년에 그들의 독자들에게 조사[결과]를 그들이 반송했을 때였다. 마틴이 첫 회장이었고 리온이 '사다리'의 편집자가 되었다.

"사회 속으로의 동성애자의 통합을 촉발하는 목적을 위한 여성의 조직"으로 디오비는 그것 자체를 선전했다. 그 강령은 조직의 목적을 우선시하는 네 부분들로 구성되었고, 1970년까지 '사다리'의 모든 호의 표지의 안쪽 위에 그것은 다음과 같이 인쇄되었다:
1. 베리언트의 교육은… 사회에 그녀 자신을 이해시키도록 그리고 그녀의 적응을 이루도록 그녀로 하여금 북돋는 것인데… 이것은 성취될 것인데 성적으로 다른 주제에 대한… 도서관을… 만드는 것에 의해; 열린 토론을 후원하는 것에 의해서… 수행될 것인데 법인격을 가진 심리치료적, 종교적 그리고 다른 단체의 구성원들을 이끄는 것에 의해; 사회에 수용가능한 행동과 옷차림의 양식을 지지하는 것에 의해 말이다.
2. 대중에 대한 교육은…잘못된 금기와 선입견의 궁극적 해소로 이어진다…
3. 상당하게 권한을 가진 그리고 책임있는 심리학자, 사회학자, 그리고 다른 그런 전문가에 의한 연구 사업에의 참여는 동성애에 대한 더 나아간 지식을 향해 방향잡았다.
4. 형법에 대한 조사와 관련해서 그것이 동성애에, 변화에 대한 제안에 맞도록,...그리고 주의회의 적합한 법절차를 통한 이 변화의 증진.

강령에 "레즈비언" 대신에 "베리언트"라는 말이 쓰였다고 뉴욕 지회장 바바라 기팅즈가 적었는데 왜냐하면 1956년에 "레즈비언"이 매우 부정적인 어감을 가진 단어였기 때문이다.

### 방법
초기 게이 인권 운동은, 그때는 '동성애자 사랑 운동'이라고 불렸는데, 1950년에 결성된 '매터쉰[춤추는 남자(프랑스어)] 소사이어티'에 중심을 두었다. 비록 '매터쉰 소사이어티'가 그것의 설립자들의 공산주의적 행동주의에 뿌리를 둔 급진적 조직으로 시작했지만, 매터쉰의 지도부는 다음의 것을 더 미래지향적이고 생산적이라고 생각했는데 그것은 변화에 대해 촉발하는 것보다는 전체적으로 게이가 그들[이성애자들]로부터 다르지 않은 이성애적 사회를 보장하는 것이었다. 그들은 1953년에 그들의 전략을 바꾸었다. 팽배한 이성애 문화 안으로 가능한 많이 동화하도록 빌리티스의 딸들은 그것의 구성원을 독려함으로써 이 유형을 따랐다.

그것의 구성원들 사이에서 부치와 펨 옷차림과 역할의 특징에 대한 계속되는 논쟁에서 이것은 반영되었다. 1955년만큼이나 일찍 규칙이 만들어졌는데 그것은 모임에 참석하는 여성은, 바지를 입는다면, 여성용 슬랙스[바지]를 입고 있어야한다는 것이었다. 하지만, 많은 모임에의 참여자가 청바지를 입고 있었음에, 그리고 1950년대에 가능한 유일한 청바지가 남성용이었음에 따라 그것이 지켜지지 않는 규칙이 된 것을 많은 여성이 기억한다. 바바라 기팅즈는 다음과 같은 사건을 수년 후에 회상했는데 그때, 전국 모임을 준비하면서, 디오비의 구성원은 그녀의 평생 남성의 옷차림을 해온 여성을 다음과 같이 설득했는데 "그녀가 할 수 있는 만큼 '여성적'으로 그녀 자신이 옷차림을 하도록… 마치 좀 위대한 승리가 쟁취된 것처럼 이것에 대해 모두가 기뻐한다… 이런 종류의 도덕주의가 합리적 목적을 가진다고 생각하는 누구나에게 오늘날 우리는 공포심을 느낄 것이다."라고 말이다.
샌프란시스코에서의 1959년 시장 선거에서 정치적 승부수로 빌리티스의 딸들이 사용되었다. 현직에 있는 조지 크리스토퍼에게 도전하는, 러셀 월든은, 크리스토퍼가 "성 데비언트들"을 위해 도시를 안전하게 만들고 있다고 암시하는 정보를 퍼뜨렸다. 월든은 다음과 같이 적힌 선전물에 대해 책임이 있었는데, 그것은 "딸들의 부모 여러분 — 여러분의 가족에 아들을 여러분이 가지고 있지 않기 때문에 모든게 괜찮다고 느끼면서 자기위안하며 뒤에 앉아있지 마세요… 동성애 여성으로 구성된 레즈비언 조직의 존재에 대해 여러분을 각성시키기 위해, 빌리티스의 딸들이라는 이름과 여러분 자신을 일깨우세요."였다. 단 두 개의 '사다리'의 구독 명렬표 복사본만이 있었는데, 구독자에 반대해서 그것을 사용할 수도 있는 누군가의 손 안으로의 그것의 취득을 저지하려는 의도적 시도였다. 디오비 지도부는 그것의 본부로부터 명렬표를 이동시켰고 후에 다음의 것을 알았는데 그것은 그것[명렬표]의 제거 후에 사무실을 샌프란시스코 경찰이 수색했다는 것이었다. 심지어 에프비아이도 호기심에 충만해서 모임에 참석하여 다음과 같이 1959년에 보고했는데, 그것은 "디오비의 목적은 사회 속으로 레즈비언을 받아들이도록 대중을 교육하는 것이다"였다.

#### 전국 모임
1960년에, 샌프란시스코에서 그들의 첫 모임을 열었다. 그 모임을 알리는 언론 보도가 지역 라디오와 신문에 보내졌는데, 러셀 월든에게 한방 날리도록 그리고 모임을 공론화하도록 샌프란시스코 일간지 평론가 허브 캔을 북돋우며 그랬고, 그는 다음과 같이 썼다: "러스 월든은, 누구보다 더, 흥미를 갖고 다음의 것을 알게 될 것인데 그것은 빌리티스의 딸들이 5월 27–30일에 여기서 그들의 전국 모임을 열 것이라는 것이다. 그들은 매터쉰 소사이어티의 상대편 여성 모임이다 — 모임의 중요한 것들 중 하나는 로언솔 변호사에 의한 연설이 될 것인데 '법원의 게이 술집'이라고 제목지어졌다. 오 형제여. 내말은 자매여. 생각해보니, 내가 무슨 말을 하는지 모르겠다…." 그 요약은 더 래더의 3월호에 재수록되었다.
이백 명의 여성이 그 회의에 참석했는데, 샌프란시스코 경찰이 그랬듯이 그러했고, 그들은 디오비 회원 중 누군가가 남성용 옷차림을 하고 있는지 확인하러 왔다. 델 마틴이 그들을 안으로 데려와서 모든 여성들이 정장, 스타킹 그리고 구두를 신고 있는 걸 보게끔 했다. 참석자들은 다음과 같은 발언자들에 귀기울였는데, 게이 술집의 합법성과 도덕성에 대한 두 변호사 사이의 토론을, 미국시민자유연대에 의한 발표를, 그리고 "[desert]사막의 고난을 지낸" 주교 목사를 포함했고, 그가 그들이 죄지은 자들이라고 청중에게 상기시키는 "폭풍연설"에 들어갔을 때, 그것에 그들은 예의있게 귀기울였다. "빌리티스의 아들들", 혹은 에스오비즈라고 그들이 부르는, 그들과 연대된 남성들에게 디오비는 또한 상을 주었는데, 그들의 변호사, 사진사, 그리고 모임으로 그들을 도운 매터신 소사이어티의 회원들을 포함해서 말이다.
두번째 전국 모임은 또한, 1962년에 열렸는데, 케이티티브이의 '비밀 문서'라는, 전국적으로 방송되는 쇼로 텔레비전에서의 그것의 편성됨 덕분에 주목할 만했는데; 이것은 아마도 레즈비언 문화를 특정하게 다루는 첫 미 전역의 방송이었다. 1968년까지 2년마다 이후의 모임을 디오비는 열었다. 클레오 보너가, 클레오 글렌이라는 이름으로, 1964년 모임에서 환영 발언을 했다.

### 방향의 전환
1960년에, 디오비의 평범함에의 강조에 대한 분노를 표현하는 더 래더의 독자로부터의 편지가 등장했다. 1970년에, 현대적 기준에 의해, 사회 속으로의 레즈비언의 통합에 그리고 적응에 대한 디오비의 초기 이념들은 시대에 뒤쳐진다고 델 마틴과 필리스 리온은 회상했지만, 1950년대와 1960년대 초에 많은 게이와 레즈비언은 그 이념을 실현불가능하다고 그리고 이 접근을 급진적이라고 간주했던 것을 그들은 기억했다. 매터신 소사이어티의 회원수와 견줄만한 것을 디오비는 결코 가지지 못 했다. 비록 몇몇이 디오비의 이념들을 비현실적으로 보아왔을지도 모르지만, 몇몇은 또한 그것들을 너무 타협적이라고 보았다.
1961년에 샌프란시스코의 게이 술집에 대한 가장 큰 단속은 100명의 사람들의 연행으로 이어졌고,시카고의 다른 단속에서 잡힌 여성들이 남성용 속옷을 입지 않고 있는지 증명하기 위해 경찰이 그들을 탈의시켰는데, 이것은 더 활동적으로 되라고 요구하는 더 래더에의 호소를 불러왔다. "우리가 우리 싸움을 이기길 우리가 항상 바란다면, 우리는 싸워야한다. 첫째, 두려움으로부터 우리 자신을 해방시켜라, 왜냐하면 그것만이 우리의 모든 곳에 존재하는 적이기 때문이다"라고, 그 보고서는 써있었다.
그러나, 1962년에 딸들의 두번째 모임에서, 제이 벨 총장은 다시 실용적 통합에의 접근에 그리고 느린 형법 정의 체계에의 참을성에 대해 논쟁을 했다. 조직의 방향을 바꾸는 두 가지 일이 1963년에 일어났다. 단체에 호박이 넝쿨째 굴러왔는데 그때는 그녀의 이름이 기록되기를 거부하는 익명의 기부자가, "펜실베니아"로만 디오비에 알려진 그녀가, 디오비에 다음과 같은 큰 총액의 돈을 기부하기 시작했던 때이다: 5년에 걸친 십만 달러. "펜실베니아"는 여러 디오비 회원들에게 삼천 달러짜리 수표를 발행했는데, 그들은 차례로 조직에 그것들을 서명해서 넘겼다. 더 래더의 편집장이 델 마틴에서 바바라 기팅즈로 바뀌었다.
왜냐하면 더 래더는 디오비의 지도부로부터 그것의 각 지부들로의 기본적 논의 방법이었기 때문에, 편집자의 지위는 단체에서 극도로 중요했다. 기팅즈는 잡지에 상당한 변화를 만들었는데, 더 가시화하는 것에 강조를 했다. 기팅즈의 우선순위들 중 하나는 동부 해안 동성애 기구(에코), 즉 다른 게이와 레즈비언을 위한 사회적이고 정치적인 동아리의 연대와 디오비를 결합시키는 것이었다. 에코는 1962년 1월에 설립되었고, 그것의 창립 구성원은 다음을 포함하는데 디오비 뉴욕지부, 매터신 소사이어티 뉴욕과 워싱턴 디시 지부, 그리고 야누스 소사이어티가 그것이다. 동성애 기구들과 바깥의 행정기관 사이의 협력을 촉진하기 위해 에코는 만들어졌다.
독자들이 그들이 정신적으로 아프다고 그들에게 말하는 정신과 의사들에게 얼마나 견딜 수 없어졌는지에 대한 증거가 1964년에 보여졌는데 그때, 에코 모임에서, 앨버트 엘리스 박사로 불리는 전문 발언자가 “배타적인 동성애자는 사이코패스다”라고 말했고 그것에 객석의 누군가가 “상담을 위해 당신에게 갈 어떤 동성애자도 사이코패스가 되어야하겠네!”라고 대답했는데 그 답변은 박수로 맞아졌다.
1964년에, 마틴과 리온은 다음과 같이 말하며, 조직에 대해 더 적게 영향을 미치기 시작하는데, “조직이 전체적으로 어떤 견고함을 가지려면 그것은 두 명의 사람에 기댈 수 없고, 그것이 그것 자체로 서서 성장할 수 있어야한다고 우리는 느꼈어요. 그리고 만약에 우리가 물러나지 않으면 그것은 그것을 결코 하지 못 할 거예요.”가 그것이다. 기존의 종교 그리고 게이와 레즈비언 사이의 대화를 촉발하기 위해 새로 만들어진 종교 동성애 협의회(시알에이치)에 결합했다. 그들은 디오비도 그 조직에 가입하라고 제안했지만, 개별 조직에 가입하지 못 하도록 디오비를 방지하는 이전의 규칙(공산주의 목표와 동조했던 조직에 그것이 가입하지 않을 것을 보장하기 위해 선제적으로 마련된)이 그렇게 하는 것으로부터 그것을 막았다. 하지만, 디오비는 때로 시알에이치와 협력했다. 가장 눈에 띄게, 1965년 1월 1일의 전야에, 디오비, 시알에이치, 인권협회, 그리고 매티신 협회를 포함해서, 캘리포니아, 샌프란시스코에서 많은 동성애 조직들이 포크 가의 캘리포니아 홀에서 그들의 공동 수익을 위한 자금 마련 행사를 열었다. 샌프란시스코 경찰은 개입하지 않기로 동의했는데; 하지만, 행사의 저녁에, 경찰은 경력을 동원해서 나타났고 캘리포니아 홀을 둘러쌌으며 홀의 입구에 많은 클리그 조명들을 쏘았다. 행사에 들어가는 600여명 한 사람씩 입구에 다가섰을 때, 경찰은 채증을 했다. 행사장의 입구 가까이에 보란 듯이 많은 경찰 밴들이 주차되어 있었다. 에반데르 스미스, 디오비를 포함하여 행사를 조직한 단체들을 위한 변호사, 그리고 허브 도날드슨이 그 저녁의 네번째 “검사”를 하지 못 하도록 경찰을 막으려고 했는데; 행사에 모인 참가자들의 권리를 지지하고 있던, 엘리엇 레이턴과 낸시 메이라는, 두 명의 이성애자 변호사들과 함께 둘모두가 연행되었다. 하지만 샌프란시스코의 가장 유명한 변호사들 25명이 그 네 명의 변호사를 위한 변호팀에 결합했고, 판사는 배심원을 이끌어서 그 네명이 무죄로 판결되도록 했는데 그 소송이 법원에 왔을 때 심지어 변호인들이 그들의 변론을 시작하는 기회도 가지기 전에 말이다. 몇몇 역사가에 의해 “샌프란시스코의 스톤월”이라고 이 사건은 불려왔는데; 스미스, 도날드슨 그리고 다른 두 명의 변호사의 변호에의 그런 유명한 법조인들의 참여는 미국의 서부의 게이 인권의 분수령이 되었다.

동성애자 운동은 성공적인 민권운동의 행동주의(아마도 부분적으로 왜냐하면 1964년에 클레오 보너라는, 흑인이 디오비의 총장으로 선출되었기 때문에)에 영향을 받았고 바바라 기팅즈, 델 마틴 그리고 필리스 리온과 같은, 저명한 디오비의 구성원들이 매터신 협회의 회원과 함께 1965년과 1966년에 백악관, 국무부, 그리고 다른 연방의 건물에서 선전물을 들기 시작했다. 기팅즈는, 더 래더의 편집자로서, 똑같이 하도록 다른 사람들을 촉발하였고, 그들의 행동주의는 디오비의 방향성에서 논란이 되었다. 기팅즈는 또한 그녀가 “살아있는 강령”으로 불렀던 더 래더의 정기 칼럼을 게재했는데 여성들을 촉발시켜서 그들의 친구와 가족 구성원들에게 커밍아웃하도록 했다. 그것은 자주 정치적 행동을 촉구하는 프랭크 카메니의 글을 포함했다. 일부 독자는 긍정적으로 답글을 카메니에게 달았는데, 그는 글에서 이성애자만큼 동성애자가 평범하다고 선언했다; 일부는 정치적 어조에 의해 멀어졌고, 남자로서, 그들이 무엇을 해야하는지를 그들에게 제안하는 카메니에 의해 일부는 분노했다. 카메니를 그리고 기팅즈가 잡지에 대해 하고 있는 결정들을 디오비 독자들은 싫어했고, 그녀는 1966년에 편집자의 자리에서 물러났다.

### 페미니즘의 대두
빌리티스의 딸들은 처음부터 페미니스트 조직이었다고 델 마틴은 글에 써왔는데; 하지만, 1960년대 중반에 페미니즘이 조직의 많은 여성들에게 훨씬 더 높은 우선순위가 되었다. 1966년에, 델 마틴과 필리스 리온은 전미여성기구에 결합했고, 러 래더의 독자들에게 똑같이 하도록 제안했는데, 심지어 그들이 가족 할인을 받는다고 언급하면서 말이다. 북미동성애자기구모임(나초)과 디오비를 결합하는 열흘의 행사였던 1966년 디오비 모임에 대해 역사가 마틴 미커는 지적하는데 게이 사안보다 디오비의 여성 사안이 그것의 회원에게 더 큰 중요성을 가지기 시작했던 분수령으로 말이다. 그것은 디오비가 이제까지 조직했던, 샌프란시스코 전역의 대중매체에서 보도했던, 전국적으로 알려진 많은 인원수의 발언자들에 의해 참가되었던 가장 큰 모임이었고, 많은 발표들이 배타적으로 남성 중심적인 주제들에 집중했다.
디오비 셜리 윌러 총장에 의한 1966년 11월의 글이 게이와 레즈비언에 의해 직면된 문제들의 차이를 지적했는데: 게이는 경찰 단속, 함정수사, 성적 유혹, 공공장소에서의 성교로 더 많이 다루었고, 최근까지 남자 옷을 입어서 연행되고 있는 여성은 거의 없다. 윌러는 다음과 같이 지적했는데 레즈비언에게 특정한 문제들은 일자리 안정 그리고 승진, 그리고 가족 관계, 아이 양육권, 그리고 면접교섭권이라고 말이다. 마치 그들의 사안들이 동성애자 기구들에 의해 해결되지 않고 있다고 느끼면서, 많은 디오비의 회원들은 레즈비언들이 이성애자 남성들보다는 여성들과 공통점을 더 많이 가진다고 말하기 시작했다.
딸들은 변하는 시간에 의해 또한 영향을 받았다. 나이 적은 회원들은 나이 많은 회원들의 관심사를 공유하지 않았는데; 그들은 혁명적 전략에 의해 더 많이 움직였다. (비록 디오비의 모든 나이 많은 회원들이 반-급진적이지는 않았는데; 예를 들어, 디오비의 뉴욕지부장으로서, 루스 심슨은 게이 인권 집회도 조직했는데 1969년에서 71년까지의 기간 동안 디오비 회원을 위한 교육 프로그램 뿐만 아니라 말이다. 뉴욕시 경찰이, 영장 없이, 로어 맨해튼의 디오비 레즈비언 센터에 불법적으로 들어갔던 때에 여러번, 심슨은 경찰과 디오비 여성 사이에 서있었다. 세 번에 걸쳐 그녀는 경찰에 의해 법원 출석을 위해 소환되었다.) 전국 운영위원회의 조직하는 것에서의 문제들은 점점 악화되고 있었는데 그때는 전국 운영위의 허락 없이는 지회들이 그들에게 중요한 사안들에 대해 행동을 취할 수 없을 때였다. 회원들은 환상에서 벗어나서 떠났고, 나이 적은 레즈비언들은 더 매력을 느껴서 페미니스트 기구에 가입했다. 1968년 모임이 덴버에서 열렸을 때, 24명보다 적은 여성이 참석했다.

### 논란적인 마무리
더 래더를 편집하는 것은 정말로 전일제 일자리였다. 오랫동안 디오비 회원인 헬렌 산도즈, 바바라 기팅즈가 떠난 후에 과도기 후에 그것을 편집하는 것을 떠맡았던 그가 그것이 그녀의 관계에 영향을 미치고 있는 책임들에 의해 매우 부담스럽게 되었다. 그녀는 그것을 1968년에 바바라 그리어에게 넘겼는데, 그는 책 비평가와 시 작가로 그 잡지에 연재해오고 있었다. 그리어는 캔자스 시티에서 그 잡지를 편집했고 디오비의 활동에 상대적인 신입이었는데, 비록 1957년 이후로 잡지에 연재한 것에도 불구하고 말이다.
그리어는 더 래더에 대한 높은 의욕을 가지고 있었다. 그녀는 표지로부터 “레즈비언 비평”을 없앴는데, 그것은 더 많은 여성 독자를 유혹하기 위해, 1964년에 기팅즈에 의해 거기에 들어갔던 거였다. 그녀는 모든 부분을 확장하면서, 잡지의 크기를 두 배로 늘렸고, 잡지의 대부분의 지면을 페미니스트 관련 글에 할애했다. 그녀는 1969년에 오스트레일리아의 첫 디오비 지회[의 시작]를[을] 알렸고 뉴질랜드와 스칸디나비아의 지회들을 조직하려고 시도한다. 1970년에, 디오비가 와해되고 있었고 더 래더가 살아남아야한다는 것에 대해 확신을 가지게 되어서, 샌프란시스코의 디오비 본부로부터 리노까지의 구독자 명단을 손에 넣기 위해서 그리고 잡지를 더 많이 늘리기 위해서 바바라 그리어는 디오비 총장 리타 라포르테와 활동했다.
구독자 명단의 오직 두 복사본만이 있었다. 비록 이 이름들이 기밀유지될 것이라는 구독자에 대한 더 래더의 확신에도 불구하고, 그리어를 제외한 누구에게도 말하지 않고 디오비 본부로부터 3천8백명 이름의 명단을 리타 르포르테는 가져갔다. 델 마틴과 필리스 리온이 그것의 손실을 발견했을 때, 그들은 경찰이나 에프비아이가 그것을 압수했었다고 여겼다. 전임 편집자들인 마틴, 리온, 기팅즈, 그리고 산도즈는 그 행동을 절도로 여겼다. 왜냐하면 르포르테가 주정부 경계선을 넘어서 명단을 가져갔는데, 그것이 연방 차원의 물건이어왔을 거라고 추궁하면서 그랬고, 딸들은 그것을 조사할 자원을 가지지 못 했었다. 그리어는 디오비 지도부와 연을 끊었고 그럼으로써 전국 단위로부터 그것의 개별 지회들로의 딸들의 소통의 주요 방법을 빼앗았다. 전국 단위로서, 빌리티스의 딸들은 1970년에 활동을 접었는데, 비록 일부 지부들이 여전히 1995년까지 지속되었지만 말이다. 그리어는 또한 원천적으로 더 래더를 끝냈는데, 비록 잡지가 광고(더 래더가 이전에 가져오지 않았던 무언가)와 구독으로 운영되는 그녀이 계획들에도 불구하고 그랬고, 그때는 디오비에 보내지는 “펜실베이니아”로부터의 3천 달러짜리 수표가 오기를 멈췄던 때였다. 1972년에, 더 래더는 자금이 바닥났고 그것은 활동을 접었다.
많은 다른 레즈비언과 페니미스트 기구들이 빌리티스의 딸들의 출범으로 만들어졌다. 하지만, 디오비의 14년의 활동의 여성 삶에의 영향은 역사가 마틴 미커에 의해 다음과 같이 설명된다: “디오비는 전국의 수백명의 레즈비언들을 연결하는 것 그리고 두드러지게 현대적인 소통망 안으로 그들을 모으는 것에 성공했는데 그 소통망은 시각, 청각, 후각, 그리고 촉각보다는, 활자를 그리고, 결과적으로, 이미지화를 통해 중개된다.”

## 기구의 기록물
빌리티스의 딸들의 본부와 샌프란시스코 지부의 완전히 보존된 기구의 기록물들은 샌프란시스코의 비영리인 기록 및 연구 센터인, ‘지엘비티 역사 협회의 필리스 리온과 델 마틴 기록’의 부분으로서 연구자들에게 열려있다. 온라인 검색 도구가 세부적인 자료들의 소개책자를 제공한다.
‘레즈비언 그녀 이야기 기록보관소’가 ‘붉은 활자 기록모음’을 소유하는데, 그것은 빌리티스의 딸들의 뉴욕시지부의 도서관을 포함한다.
보스턴의 ‘역사 프로젝트’ 보관소는 보스톤 빌리티스의 딸들 자료를 보관하는데, 그 저장소는 후에 포커스라고 이름을 고친, 보스턴 디오비의 잡지 ‘처녀 항해’의 발행 기록 뿐만 아니라, 보스턴 지부의 기구 기록물들을 포함한다.
캘리포니아 버클리 대학 도서관은 ‘딸’의 발행물 중에 전자화된 발행물의 부분적 자료를 보관하는데; 이 자료는 5에서 16권을 포함한다. 알렉산더 거리 도서관은 또한 1-2권과 9-16권을 포함하는 부분적 자료를 보관한다.